# Бобіц
Бобіц (нім. Bobitz) — громада в Німеччині, розташована в землі Мекленбург-Передня Померанія. Входить до складу району Північно-Західний Мекленбург. Складова частина об'єднання громад Дорф-Мекленбург-Бад-Кляйнен.
Площа — 65,48 км2. Населення становить 2478 ос. (станом на 31 грудня 2020).

## Галерея

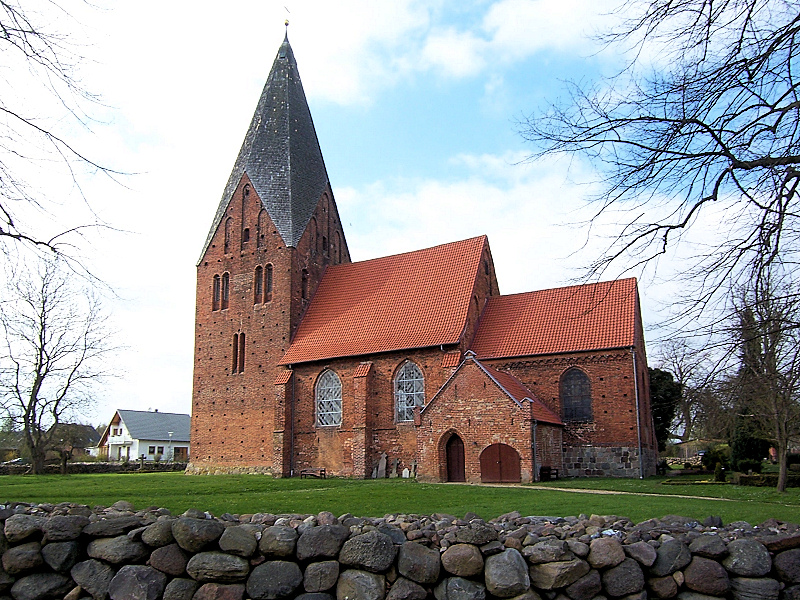
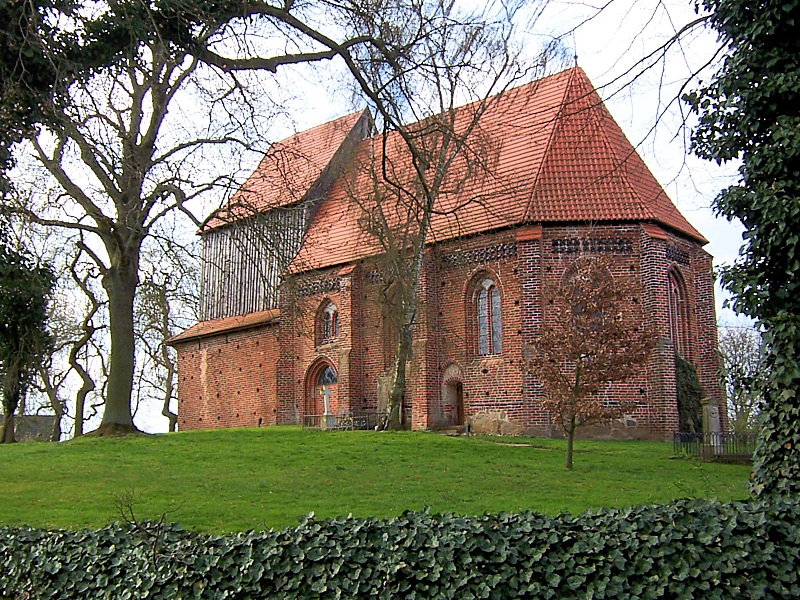